# Połtorowszczyzna
Połtorowszczyzna (biał. Полтараўшчына; ros. Полторовщина) − wieś na Białorusi, w obwodzie grodzieńskim, w rejonie smorgońskim, w sielsowiecie Krewo.

## Historia
W czasach zaborów wieś i folwark w gminie Krewo, w powiecie oszmiańskim, w guberni wileńskiej Imperium Rosyjskiego. W 1905 roku wieś liczyła 39 mieszkańców, 33 dziesięcin, folwark liczył 3 mieszkańców, 11 dziesięcin, należał do Wasilewskiego.
W latach 1921–1945 wieś i folwark leżały w Polsce, w województwie wileńskim, w powiecie oszmiańskim, w gminie Krewo.
W 1931:
- wieś w 8 domach zamieszkiwało 40 osób[2].
- folwark w 3 domach zamieszkiwało 17 osób[2].

Wierni należeli do parafii rzymskokatolickiej i prawosławnej w Krewie. Miejscowość podlegała pod Sąd Grodzki w Smorgoniach i Okręgowy w Wilnie; właściwy urząd pocztowy mieścił się w Krewie.
Po II wojnie światowej w granicach Związku Sowieckiego. Od 1991 w niepodległej Białorusi.
Znajduje się tu niemiecki cmentarz wojenny poległych w I wojnie światowej.